# Proza medytacyjna Cypriana Kamila Norwida

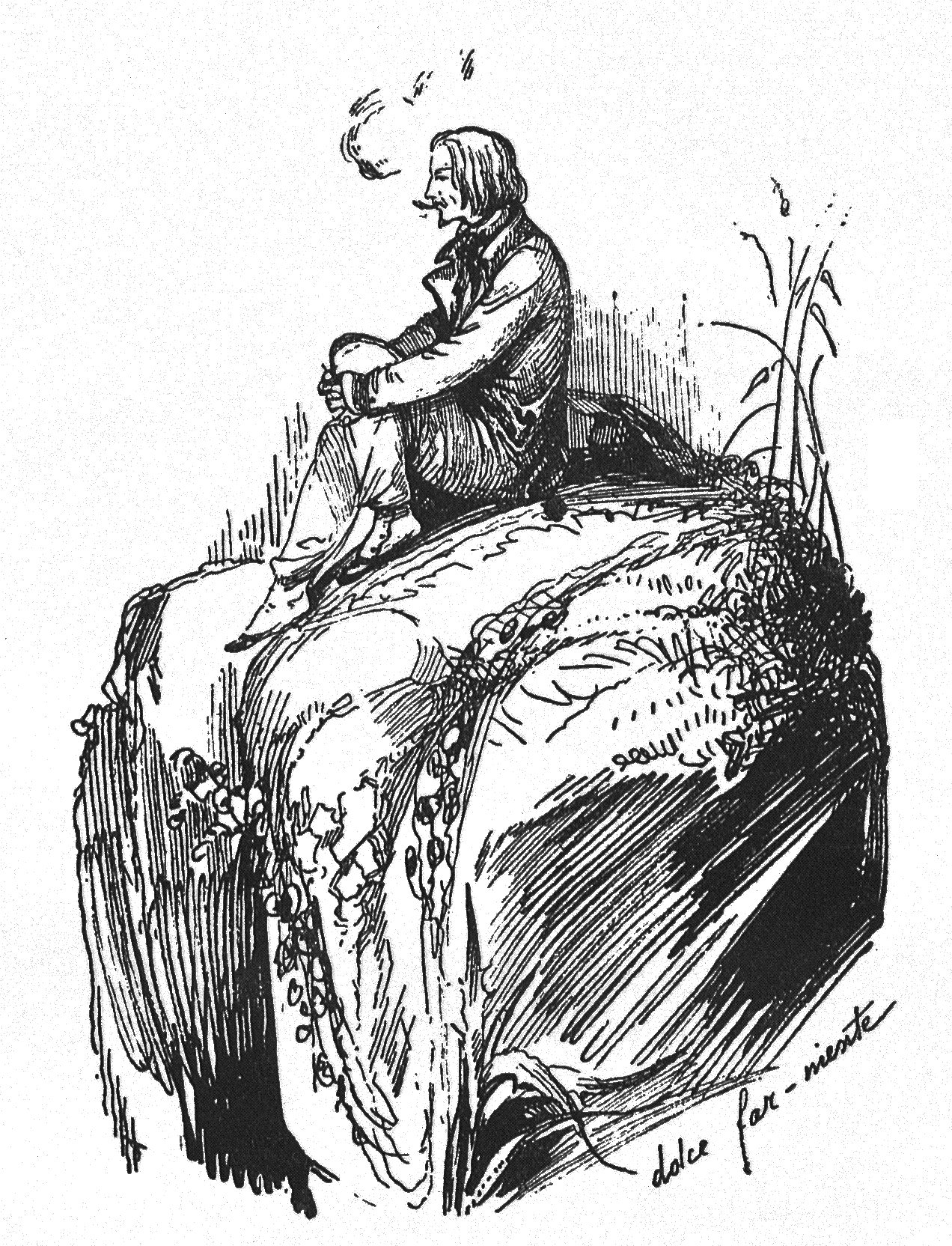
Portret własny. C. K. Norwid.

Proza medytacyjna Cypriana Kamila Norwida – zbiór pism wspomnieiowo-medytacyjnych Cypriana Kamila Norwida.

## Zestawienie
| Tytuł                          | Rodzaj      | Powstanie | Publikacja |
| ------------------------------ | ----------- | --------- | ---------- |
| Menego                         | wspomnienie | 1843      | 1850       |
| Czarne kwiaty                  | wspomnienie | 1856      | 1856       |
| Białe kwiaty                   | wspomnienie | 1856      | 1857       |
| Podróż po wystawie powszechnej | obrazek     | 1867      | 1918       |
| Pamiętnik podróżny             | pamiętnik   | 1867      | 1937       |
| Wspomnienia weneckie           | wspomnienie | 1876      | 1937       |
| Milczenie                      | rozprawka   | 1882      | 1902       |

## Zbiór
W wydaniu z 1968 Gomulicki zamieścił w dziale prozy medytacyjnej tylko trzy utworyː Menego, Czarne kwiaty i  Białe kwiaty. W wydaniu tym znalazło się ponadto jeszcze Milczenie, ale w dziale pism literackich.

## Charakterystyka
Najwcześniejszym pismem tego działu jest wspomnienie spaceru, który Norwid odbył uliczkami weneckimi z malarzem Tytusem Byczkowskim, zakończonego następnego dnia samobójczą śmiercią artysty – Menego (1843). Pochodzące z 1856 Czarne kwiaty stanowią, jak i Menego, wyjątek z pamiętnika i zapis ostatnich chwil kilku znakomitych artystów i pasażerki okrętu. W dwa miesiące po napisaniu Czarnych kwiatów, poeta dopisał objaśnienie do nich, Białe kwiaty. Z 1867 pochodząː Podróż po wystawie powszechnej  w Paryżu oraz, wywołane spotkaniem podczas tej wystawy, wspomnienie Pamiętnik podróżny. W ostatnich lat życia Norwida powstałyː zachowane we fragmencie Wspomnienia weneckie z pobytu poety w tym mieście w 1843/1844 oraz rozprawka Milczenie (1882).

## Publikacja
Menego ukazał się w 1850 w poznańskim Gońcu Polskim, Czarne i Białe kwiaty w dodatku miesięcznym do krakowskiego Czasu w grudniu 1856 i lutym 1857. Pozostałe utwory ukazały się już po śmierci autora. W 1902 w 13. zeszycie Chimery z 1902 Zenon Przesmycki opublikował  Milczenie, a w 1918 Zygmunt Mysłakowski w Zdroju Podróż po wystawie powszechnej. Pamiętnik podróżny i Wspomnienia weneckie wydał w 197 Przesmycki w tomie V Wszystkich pism.